# Lamb (île)
Pour les articles homonymes, voir The Lamb.
Ne doit pas être confondu avec Lamb Holm.
Lamb, parfois appelée île de Lamb ou Lamb Island, est un petit rocher émergé situé entre les îles de Fidra et de Craigleith dans le Firth of Forth, au large de la côte sud-est de l'Écosse. 
The Lamb fait partie de la baronnie de Dirleton, mais appartient à la baronnie de Fulwood Trust, avec les îles de North Dog et South Dog.